# Motza
Motza (en hébreu : מוצא) est une municipalité israélienne située sur la route reliant Tel-Aviv à Jérusalem, à 5 km à l'est de cette dernière. Elle surplombe le cours d'eau Nahal Shorek, au niveau de la source Eïn-Motza.
Motza est déjà mentionnée dans la Bible, comme ville appartenant à la tribu de Benjamin (Livre de Josué 18/26). Puis on retrouve son nom inscrit sur les anses de jarres découvertes à Jéricho et à Hamitzpa et datant de l'époque perse. Son nom est mentionné sur des poteries retrouvées à Tell al-Nasba.
L'emplacement de la ville biblique est situé au lieu-dit de Hirbet Miza, compris aujourd'hui dans la municipalité de Mevasseret Tsion. Les vestiges de constructions datées de l'époque du bronze final ont été retrouvés dans la cour d'une habitation à Motza, et des tombeaux creusés dans la pierre et datant de l'époque de la dynastie de Judée sont visibles jusqu'à aujourd'hui sur la route menant à Mevasseret Tsion.
Motza est à nouveau mentionnée dans la Mishna (Souka 4/5).
Après la destruction du Second Temple, les Romains créent sur les lieux un village destiné aux soldats libérés et le bâptisent Colonia Emmaus, que Flavius Josèphe mentionne dans son livre "La Guerre des Juifs" (7/6/6) sous la forme de Colonia. Le nom fut gardé par le village arabe de Kalounia, dont les ruines sont visibles au Nord de Motza.
Lors des fouilles organisées par l'archéologue israélien Eisenberg, ont été mises au jour deux habitations datant de l'époque du Second Temple, semblables à celles retrouvées dans la vieille ville de Jérusalem.
Non loin de la source de Eïn-Motza les ruines d'imposantes constructions décorées de mosaïques sont datées de l'époque byzantine. À l'époque médiévale, les Croisés édifient au même endroit une forteresse, comme de nombreuses autres sur la route de Jérusalem. À l'écart de la route actuelle menant à Motza, il ne reste de la forteresse qu'une portion de muraille construite en pierres de taille et longue d'un mètre.
En 1859, Shaoul Yéhouda et sa famille, juifs originaires d'Irak achètent les terres situées près de la source. Ils seront bientôt rejoints par d'autres familles dont celle du poète Yéhoshoua Yélin.
En 1871, à l'emplacement de vestiges archéologiques est construit un caravansérail comptant parmi les 4 stations de la route reliant Jaffa et Jérusalem au XIXe siècle. On peut voir encore sur le fronton du bâtiment l'inscription témoignant de la date de sa construction. Le caravansérail abrite aujourd'hui la synagogue de Motza.
C'est en 1874 que Motza est reconnue en tant qu'implantation, dont la population vit principalement d'agriculture et d'une fabrique de tuiles.
Lors des évènements de 1929, plusieurs habitants de Motza sont assassinés. C'est dans les jardins de la maison de repos Arza à Motza que Theodor Herzl en 1898 plante un cyprès, symboliquement déraciné par les habitants de Kalounia, lors des émeutes de 1921.
Lors de l'opération Nahshon et après la prise du Qastel (11/04/48), le village arabe de Kalounia fut conquis.